# ليتل فريدي كينغ
ليتل فريدي كينغ (بالإنجليزية: Little Freddie King)‏ هو مغني أمريكي، ولد في 19 يوليو 1940 في ماكومب في الولايات المتحدة.

## وصلات خارجية
- الموقع الرسمي
- ليتل فريدي كينغ على موقع IMDb (الإنجليزية)
- ليتل فريدي كينغ على موقع روتن توميتوز (الإنجليزية)
- ليتل فريدي كينغ على موقع ميوزك برينز (الإنجليزية)
- ليتل فريدي كينغ على موقع ديسكوغز (الإنجليزية)